# Elizabeth Bennet
Elizabeth Bennet este protagonista feminină a romanului Mândrie și prejudecată, de Jane Austen, apărut în 1813. Este adesea menționată ca Elizza sau Lizzy de către familie sau prieteni.
Elizabeth este „a doua ca vârstă și frumusețe” dintre surorile sale, după Jane. Deși circumstanțele o împing spre a căuta o căsătorie de conveniență, Elizabeth dorește să se căsătorească din dragoste.
Elizabeth este o femeie tânără și inteligentă, cu „o dispoziție vioaie și jucăușă”. Inițial este mândră de inteligența ei și acuratețea sa în a judeca comportamentele și intențiile celorlalți, dar până la final realizează ca s-a înșelat, căci domnul Darcy nu era atât de înfumurat și mândru, cât bun și darnic. Dintre cele cinci surori, tatăl său o place cel mai mult pe ea, fiind „rafinată și cizelată”. În ciuda frivolității și imaturității mamei sale și a celor două surori mai mici, Lydia și Katty, Elizabeth, dar și Jane, reușesc să rămână pe drumul iubirii adevărate, al viselor frumoase, împlinindu-și astfel destinul.
Încă de la primele întâlniri, domnul Darcy este atras de ea, în special de „ochii săi sclipitori”, și îi rămâne fidel până la final. În prima sa cerere în căsătorie, Darcy mărturisește că „se opune propriei rațiuni”, dar Elizabeth refuză o cerere atât de vexatorie venită din partea unui om atât de antipatic. Darcy, surprins de un asemenea refuz neașteptat, își schimba astfel atitudinea. Iar Elizabeth ajunge, la rândul său, să cunoască și cealaltă latură a lui Darcy și să-și regrete refuzul.
În concluzie, Elizabeth reprezintă un personaj prin intermediul căruia Jane Austen conturează un ideal feminin, al fetei atât frumoasă, cât și inteligentă, duioasă și spirituală.

### Film
| An   | Actriță         | Rol              | Film                                   | Note |
| ---- | --------------- | ---------------- | -------------------------------------- | --- |
| 1940 | Greer Garson    | Elizabeth Bennet | Pride and Prejudice                    | |
| 2003 | Kam Heskin      | Elizabeth Bennet | Pride & Prejudice: A Latter-Day Comedy | O adapatre Modern a Pride and Prejudice. |
| 2004 | Aishwarya Rai   | Lalita Bakshi    | Bride and Prejudice                    | O adaptare Bollywood a Pride and Prejudice. |
| 2005 | Keira Knightley | Elizabeth Bennet | Pride & Prejudice                      | Nominalizată — Premiul Oscar pentru cea mai bună actriță Nominalizată — Premiul Globul de Aur pentru cea mai bună actriță (muzical/comedie) Nominalizată — Premile Satellite pentru Cea mai bună actriță – Film muzical sau comedie Nominalizată — Premile Empire pentru cea mai Bună Actriță Nominalizată — Broadcast Film Critics Association Award for Best Actress Nominalizată — Chicago Film Critics Association Award for Best Actress Nominalizată — London Film Critics' Circle Award for British Actress of the Year Nominalizată — Online Film Critics Society Award for Best Actress Nominalizată — Washington D.C. Area Film Critics Association Award for Best Actress |
| 2016 | Lily James      | Elizabeth Bennet | Pride and Prejudice and Zombies        | Bazat pe romanul parodie de Seth Grahame-Smith. |